# Eulimnichus sublaevis
Eulimnichus sublaevis är en skalbaggsart som beskrevs av Sharp 1902. Eulimnichus sublaevis ingår i släktet Eulimnichus och familjen lerstrandbaggar. Inga underarter finns listade i Catalogue of Life.